# 海纳·林德曼
海纳·林德曼（Heiner Rindermann，1966年—）德國心理學家， 擅長於教育與智力方面的研究。

## 個人簡歷
1986年至1995年間，Heiner Rindermann於海德堡大學主修心理學，副修哲學、人類學、政治學與古典文學。1995年取得海德堡大學心理學博士學位(論文：學生教學評鑑)後，遂於2005年朗道大學取得第二個(教授資格)博士學位，以教學品質為其論文著作。Rindermann曾於慕尼黑大學(1994-1999年)及馬格德堡大學(University of Magdeburg，1999-2006年)擔任助理教授一職，教授心理學。2003年於卡塞爾大學任職教育心理學副教授，另於薩爾布魯克大學(2004-2006年)及帕德博恩大學(2006-2008年)任職教育科學副教授。2008年起至今，於奧地利格拉茨大學教授發展心理學。

## 研究著作
Rindermann專長為學齡前(幼稚園)、中/小學校乃至大學的教學品質與教學評鑑研究。其第二項研究報告：「國家與文化層面的智力差異」(intelligence differences at the level of nations and cultures) 最為國際學界認同，該研究說明了智力差異對社會發展(財富、健康與政治)所帶來的影響、可能的成因(主要為教育及文化因素)，以及透過改善教育政策(認知增進)提升認知能力的方法。此外，Rindermann也鑽研其他有關社會學與科學哲學及文化發展方面的研究，研究範圍包含人文、社會科學與哲學等。

## 學生的教學評鑑與教學品質
Rindermann針對學生、老師及外部評鑑者設計了一套問卷 - 「海德堡教學評鑑量表」(HILVE, Heidelberg Inventory for Evaluation of Teaching)，可做為評量教學過程、教學行為、教學品質以及教學必備能力的一項工具。此多向度的問卷現已透過Electric Paper及Blubbsoft公司發送至德國、奧地利及瑞士等國的大專院校進行調查。
在其許多的書籍文章中(多數為德文，有些以英文發表)，可看出學生評量的結果是多面向的、可靠的且稱得上是有效的依據。學生評量教師的問卷中橫跨不同的課程及各類型的學生(Rindermann & Schofield，2001年)。利用學生評鑑的結果進行諮商，可提升教學效益(Rindermann, Kohler, & Meisenberg，2007年)。

## 社會學與科學哲學
Rindermann的科學哲學著作(以德文出刊)贊同對啟蒙的傳統看法：科學之根本建構在理性與省思之上。有思考的能力，即有能力以理性的態度進行推論是邁向科學的先決條件。在此引述Erwaegen-Wissen-Ethik的見解如下(Rindermann，2006年，第251頁)：
「 理性的構成特性即是以個人或社會形式採納具知識性的論點與辯論。科學之目的在透過遵循辯論的基本原則或以較廣泛的合理性作為評估方針。」

## 智力：發展、個人與社會間存在的差異點及其影響結果
Rindermann強調不同的認知能力測驗量表(例如：語言、數學、科學、圖形等的智力測驗量表或是國際學生評量計畫(PISA)、國際數學暨科學趨勢研究(TIMSS)等的學生評量測驗)以及不同的理論與測量方法(心理計量學智力、學生能力、皮亞傑(Piaget)認知發展理論、真實生活任務)皆導出一個共同的論點：思考能力，即獲得重要的真知識並能將此知識有智慧地加以運用的能力。思考能力稱為智力(intelligence)，所有能力的集合名詞稱為認知能力(cognitive ability 或cognitive competence)。
從這些不同的量表中證實出同質性結果，Rindermann(2006, 2007)指出不論是個人或國家層面，對於不同任務有類似的認知要求、對問題解決有類似的認知流程以及對(智力)發展有類似的決定因素(從基因到父母/學校教育)，之間的關聯性高且一般因素(g-因素)的影響力強。
此論點在2007年發表於歐洲人格雜誌(European Journal of Personality)，由31位來自不同領域的科學家公開評論，並以圖表方式呈現全球190個國家認知能力的高低排名，台灣人的智商最高(IQ108)、新加坡和中國大陸次之(IQ 107)，而作者的母國，德國，平均智商為99排名第26。
Rindermann於智力期刊(Intelligence)刊載的三篇文章中，主要研究教育與認知能力(智力、知識及使用知識的智慧)對國內生產毛額(GDP)與經濟成長、民主制度、法治與政治自由以及愛滋病的傳播等造成的影響(Rindermann, 2008, 2008, Rindermann & Meisenberg, 2009)。作者在研究報告中企圖指出各國間的智力差異取決於教育。但這樣的依賴關係不可排除其他可能的相關因素，如：基因、財富、政治，還有特別是教育與認知能力背後、之下或之間的文化關係；此外，也不可排除認知能力在宏觀社會發展下的反向影響。三篇研究中指出，透過加強認知能力可讓教育發揮作用；智力比教育更重要，是財富、健康與民主制度發展與差異化的因果機制；若以長期研究(longitudinal studies)的角度看來，教育與認知能力相對於富裕程度與民主制度之重要性，比起富裕程度與民主制度之於認知能力來得高。

## 教育、教學與教育政策
Rindermann針對教育、教學與教育政策進行研究，並探討左列對能力及人格發展的影響(例如：智力、自我概念的能力或考試焦慮)。以學校班級的角度看來，能力高的班級對自我概念的能力會有負面影響，但對於認知能力的發展有正面的影響(Rindermann & Heller，2005年)。至於社會環境方面的智力，如：同儕智力，可激勵他人在認知能力上的發展，特別是能力較差的學生，可提升其在班上的認知能力。
從教育制度層面輔以Stephen Ceci (2009年，第1頁)的論點看來，Rindermann作出結論：
「成人的教育程度、學齡前教育、紀律、制度化教育的數量、在其他學校的出席率、及早追蹤和採用中央考試制度等對學生在國際水平的能力有正面關係。發現到的負面關係有：高留級率、晚入學和大班教學。」
誠如諾貝爾獎得主詹姆士．赫克曼(James Heckman)所說，及早展開學齡前教育對能力發展很重要。依其觀點，改變教育政策可能有助於認知能力的提升，特別是對發展中國家而言。

## 情緒能力(情緒智力)
Rindermann在情緒能力或情緒智力的研究分成四大面向：
認識自我情緒、認識他人情緒、調節與控制自我情緒及情緒表達。另外，社會能力的部分和調節與控制他人情緒有關，而態度方面和處理情緒的正面態度有關。情緒能力的問卷由Hogrefe Publisher以德文出版(EKF, Rindermann, 2009)。
研究成果主要為：情緒能力對健康、人格發展、社會關係及事業成就、高社會及情緒要求等相當重要。人格特質的一般因素(g-factor)可透過情緒能力來加以解釋。

## 其他相關研究
Rindermann也從事其他相關研究，如：大專院校的學生甄選(入學流程)、演化心理學(evolutionary psychology)、高能力研究、人格特質及自我概念的研究。

## 得獎記錄
2007年，Heiner Rindermann接受德國心理學會(German Society of Psychology)頒贈崇高榮耀的「威廉·斯登奬」(William-Stern-award)，表揚其在智力研究上的傑出表現。威廉·斯登是智力研究的先驅，他於1933年因猶太人身份被國家社會黨驅逐德國境外。

## 著作目錄
1. Heiling, B. & Rindermann, H. (2008). The relevance of emotional intelligence (EI) for mental health, personality and real life criteria. Talk at 12. December 2008 at the 9th Conference of the International Society for Intelligence Research (ISIR) in Decatur.
2. Rindermann, H. (2006). Forms of scientific disputes. Erwaegen-Wissen-Ethik, 17, 251-263 a. 313-321.
3. Rindermann, H. (2006). What do international student assessment studies measure? School  performance, student abilities, cognitive abilities, knowledge or general intelligence?  Psychologische Rundschau, 57, 69-86.
4. Rindermann, H. (2007). Intelligence, cognitive abilities, human capital, and rationality at  different levels. Psychologische Rundschau, 58, 137-145.
5. Rindermann, H. (2007). The g-factor of international cognitive ability comparisons: The  homogeneity of results in PISA, TIMSS, PIRLS and IQ-tests across nations. European Journal of Personality, 21, 667-706.
6. Rindermann, H. (2007). The big G-factor of national cognitive ability (author‘s response on open peer commentary). European Journal of Personality, 21, 767-787.
7. Rindermann, H. (2008). Relevance of education and intelligence at the national level for the economic welfare of people. Intelligence, 36, 127-142.
8. Rindermann, H. (2008). Relevance of education and intelligence for the political development of nations: Democracy, rule of law and political liberty. Intelligence, 36, 306-322.
9. Rindermann, H. (2009). Emotional-Competence-Questionnaire (EKF): An instrument for assessment of emotional competences and emotional intelligence in the perspective of self and others. Göttingen: Hogrefe. 
10. Rindermann, H. & Ceci, S. J. (2009). Education and country outcomes in international cognitive competence studies. Poster for APS Convention 2009 in San Francisco, 22-25 May 2009.
11. Rindermann, H. & Heller, K. A. (2005). The benefit of gifted classes and talent schools for developing students’competences and enhancing academic self-concept. German Journal of Educational Psychology, 19, 133-136. 
12. Rindermann, H., & Schofield, N. (2001). Generalizability of multidimensional student ratings of university instruction across courses and teachers. Research in Higher Education, 42, 377-399.
13. Rindermann, H., Kohler, J., & Meisenberg, G. (2007). Quality of instruction improved by evaluation and consultation of instructors. International Journal for Academic Development, 12, 73-85.
14. Rindermann, H. & Meisenberg, G. (2009). Relevance of education and intelligence at the national level for health: The case of HIV and AIDS. Intelligence, 37, 383-395.